# 艾恩尼亞 (新澤西州)
艾恩尼亞（英語：Ironia）是位於美國新澤西州摩里斯縣的非建制地區。

## 歷史
艾恩尼亞的郵局自1871年營運至今。

## 地理
艾恩尼亞所處的海拔為高於海平面274米（即899英呎），而該地所採用的時區為UTC-5，即北美东部时区（EST）。同時該地設有夏令時間，為UTC-5調快一小時，即UTC-4（EDT）。